# Andropogon tracyi
Andropogon tracyi là một loài thực vật có hoa trong họ Hòa thảo. Loài này được Nash mô tả khoa học đầu tiên năm 1900.